# Westenwind (seizoen 2)
Het tweede seizoen van Westenwind startte op 7 oktober 1999. Dit seizoen werd uitgezonden maandag- en donderdagavonden. Enkele maanden later was dit seizoen, net als het eerste seizoen, te zien in België op VTM.

## Geschiedenis
Westenwind startte met acteurs als Joep Sertons (Medisch Centrum West en Onderweg naar Morgen) en Henriëtte Tol (Goede tijden, slechte tijden en Vrouwenvleugel). Door de komst van Westenwind werden enkele acteurs, zoals Miryanna van Reeden en Daan Schuurmans, bekend in Nederland.
Het intro van Westenwind werd gezongen door zangeres Linda Wagenmakers. Ze zong het lied Laat me vrij om te gaan. De achtergrondmuziek van scènes werd gemonteerd door Hans van Eijck.
In 2006 werd het tweede seizoen van Westenwind uitgebracht op dvd (een dvd-box met vijf dvd's). De serie bevatte vierentwintig afleveringen met een totale speelduur van twintig uur.

## Rolverdeling
| Joep Sertons         | Max Noordermeer              |  |  |  |  |  |  |  |  |  |  |  |  |  |  |  |  |  |  |  |  |  |  |  |  |
| Inge Ipenburg        | Sophie Noordermeer-Elzinga   |  |  |  |  |  |  |  |  |  |  |  |  |  |  |  |  |  |  |  |  |  |  |  |  |
| Marlies van Alcmaer  | Emma Noordermeer-Sluyter     |  |  |  |  |  |  |  |  |  |  |  |  |  |  |  |  |  |  |  |  |  |  |  |  |
| Daan Schuurmans      | Anton Noordermeer            |  |  |  |  |  |  |  |  |  |  |  |  |  |  |  |  |  |  |  |  |  |  |  |  |
| Kirsten Mulder       | Fleur Noordermeer            |  |  |  |  |  |  |  |  |  |  |  |  |  |  |  |  |  |  |  |  |  |  |  |  |
| Miryanna van Reeden  | Charlotte Valken-Noordermeer |  |  |  |  |  |  |  |  |  |  |  |  |  |  |  |  |  |  |  |  |  |  |  |  |
| Vastert van Aardenne | Pierre Valken                |  |  |  |  |  |  |  |  |  |  |  |  |  |  |  |  |  |  |  |  |  |  |  |  |
| Louis van Beek       | Felix Schippers              |  |  |  |  |  |  |  |  |  |  |  |  |  |  |  |  |  |  |  |  |  |  |  |  |
| Elvira Out           | Freia Meuleman               |  |  |  |  |  |  |  |  |  |  |  |  |  |  |  |  |  |  |  |  |  |  |  |  |
| René van Asten       | Jacob de Graaf               |  |  |  |  |  |  |  |  |  |  |  |  |  |  |  |  |  |  |  |  |  |  |  |  |
| Henriëtte Tol        | Conny de Graaf-Dijkzicht     |  |  |  |  |  |  |  |  |  |  |  |  |  |  |  |  |  |  |  |  |  |  |  |  |
| Toncy van Eersel     | Sacha de Graaf               |  |  |  |  |  |  |  |  |  |  |  |  |  |  |  |  |  |  |  |  |  |  |  |  |
| Jennifer Hoffman     | Sam de Graaf                 |  |  |  |  |  |  |  |  |  |  |  |  |  |  |  |  |  |  |  |  |  |  |  |  |
| Wouter Nicolaas      | Marco de Graaf               |  |  |  |  |  |  |  |  |  |  |  |  |  |  |  |  |  |  |  |  |  |  |  |  |
| Youssef Idilbi       | Abdullah Yildirem            |  |  |  |  |  |  |  |  |  |  |  |  |  |  |  |  |  |  |  |  |  |  |  |  |
| Ghislaine Pierie     | Ellen Meinen                 |  |  |  |  |  |  |  |  |  |  |  |  |  |  |  |  |  |  |  |  |  |  |  |  |

## Overzicht van afleveringen
| Nr. | Titel                           | Schrijver                                                                                                  | Regie                  | Originele uitzenddatum |
| --- | ------------------------------- | --- | ---------------------- | ---------------------- |
| 27  | Oude liefde roest niet          | Edward Stelder & Pim van Hoeve                                                                             | Hans Scheepmaker       | 7 oktober 1999         |
| 27  | Oude liefde roest niet          | Fleur komt terug uit de Verenigde Staten                                                                   |                        |                        |
| 28  | Een steek onder water           | Edward Stelder & Pim van Hoeve                                                                             | Hans Scheepmaker       | 14 oktober 1999        |
| 28  | Een steek onder water           | Anton is erg gecharmeerd van zijn psychiater                                                               |                        |                        |
| 29  | Begin van het einde             | Lisette Schölvinck                                                                                         | Adriënne Wurpel        | 19 oktober 1999        |
| 29  | Begin van het einde             | Ellen probeert Marco om ver te rijden                                                                      |                        |                        |
| 30  | Kaapse Violen                   | Jasper Beerthuis                                                                                           | Adriënne Wurpel        | 21 oktober 1999        |
| 30  | Kaapse Violen                   | Sam krijgt onverwacht bezoek van een oude lover                                                            |                        |                        |
| 31  | Het blauwe, witte & rode meisje | Lars Boom                                                                                                  | Tjebbo Penning         | 26 oktober 1999        |
| 31  | Het blauwe, witte & rode meisje | Anton pikt receptbriefjes van Freia, en weet de nodige pillen in handen te krijgen.                        |                        |                        |
| 32  | Vuil Spel                       | Joyce Demarteau & Steffan Ross                                                                             | Tjebbo Penning         | 28 oktober 1999        |
| 32  | Vuil Spel                       | Geen informatie beschikbaar                                                                                |                        |                        |
| 33  | Staking                         | Susan Stam                                                                                                 | Marc Willard           | 2 november 1999        |
| 33  | Staking                         | Marco ontdekt dat Ellen iemand verborgen voor hem houdt.                                                   |                        |                        |
| 34  | Kado van een minnaar            | Michael Hendriks & Marvin Jacobs                                                                           | Marc Willard           | 4 november 1999        |
| 34  | Kado van een minnaar            | Sacha ontdekt dat Niels onder de blauwe plekken zit.                                                       |                        |                        |
| 35  | Business as usual               | Wijo Koek                                                                                                  | Steven de Jong         | 9 november 1999        |
| 35  | Business as usual               | Er bloeit iets moois tussen Conny en Max                                                                   |                        |                        |
| 36  | Klappen van een teddybeer       | Roeland Linssen                                                                                            | Steven de Jong         | 11 november 1999       |
| 36  | Klappen van een teddybeer       | Charlotte en Pierre beschuldigen Katalijn van kindermishandeling                                           |                        |                        |
| 37  | Bluffen duurt het langst        | Lisette Schölvinck                                                                                         | Adriënne Wurpel        | 16 november 1999       |
| 37  | Bluffen duurt het langst        | Sophie geniet met volle tuigen van haar nieuwe lover                                                       |                        |                        |
| 38  | Race naar het Einde             | Lars Boom                                                                                                  | Adriënne Wurpel        | 18 november 1999       |
| 38  | Race naar het Einde             | Emma ontdekt de relatie tussen Freia en Anton                                                              |                        |                        |
| 39  | Antons List                     | Jasper Beerthuis                                                                                           | Pim van Hoeve          | 23 november 1999       |
| 39  | Antons List                     | Anton duikt in het oorlogsverleden van zijn grootvader.                                                    |                        |                        |
| 40  | Race tegen de Klok              | Steffan Ross & Joyce Demarteau                                                                             | Pim van Hoeve          | 25 november 1999       |
| 40  | Race tegen de Klok              | Marco en Jacob verblijven allebei in het ziekenhuis. Dit veroorzaakt de nodige problemen op werf de Graaf. |                        |                        |
| 41  | Hoofd of Hart                   | Steffan Ross & Joyce Demarteau                                                                             | Stephan Brenninkmeijer | 30 november 1999       |
| 41  | Hoofd of Hart                   | Max en Conny vinden troost in elkaars armen.                                                               |                        |                        |
| 42  | Hulp uit onverwachte hoek       | Edward Stelder & Pim van Hoeve                                                                             | Stephan Brenninkmeijer | 2 december 1999        |
| 42  | Hulp uit onverwachte hoek       | Fleur dwingt haar familie samen te werken met de Graaf.                                                    |                        |                        |
| 43  | Trouwdag                        | Edward Stelder & Pim van Hoeve                                                                             | Tjebbo Penning         | 7 december 1999        |
| 43  | Trouwdag                        | Zowel Conny als Max kunnen hun geheime affaire niet meer verborgen houden                                  |                        |                        |
| 44  | Twee zielen, één verdachte      | Wijo Koek                                                                                                  | Tjebbo Penning         | 9 december 1999        |
| 44  | Twee zielen, één verdachte      | Ellen wordt jaloers als Fleur en Marco een kamer delen                                                     |                        |                        |
| 45  | Blaffende Honden                | Lisette Schölvinck                                                                                         | Ruud Schuurman         | 14 december 1999       |
| 45  | Blaffende Honden                | Ellen heeft gedachten om Fleur om het leven te brengen.                                                    |                        |                        |
| 46  | Het Beest is Los                | Michael Hendriks & Marvin Jacobs                                                                           | Ruud Schuurman         | 16 december 1999       |
| 46  | Het Beest is Los                | Anton weet te achterhalen wie hem al een tijd stalkt.                                                      |                        |                        |
| 47  | De Cruise van de Waarheid       | Lars Boom                                                                                                  | Hans Scheepmaker       | 21 december 1999       |
| 47  | De Cruise van de Waarheid       | Familie de Graaf kan maar geen plek vinden om een grotere werf dan Noordermeer te kunnen beginnen.         |                        |                        |
| 48  | In het navy                     | Susan Stam                                                                                                 | Hans Scheepmaker       | 23 december 1999       |
| 48  | In het navy                     | Abdullah heeft plannen om een eigen café te gaan beginnen.                                                 |                        |                        |
| 49  | Survival of the fittest         | Steffan Ross & Joyce Demarteau                                                                             | Pim van Hoeve          | 28 december 1999       |
| 49  | Survival of the fittest         | Familie de Graaf heeft plannen om in Polen een nieuwe werf te gaan bouwen                                  |                        |                        |
| 50  | Een onverwachte wending         | Michael Hendriks & Marvin Jacobs                                                                           | Pim van Hoeve          | 29 december 1999       |
| 50  | Een onverwachte wending         | Tot woede van de Noordermeers wordt hun werf opgekocht door de Graaf.                                      |                        |                        |

## Plot en gastrollen per aflevering

### Oude liefde roest niet
Fleur heeft haar studie in Amerika afgerond, en keert terug naar Nederland, waar ze aan de slag wil op werf Noordermeer. Ze hoopt dat Marco nog steeds gevoelens voor haar heeft, maar verwacht dat Marco een relatie heeft met Ellen Meinen. Werf de Graaf heeft een grote order binnengehaald, van een Zuid-Afrikaanse rederij. Om deze order uit te kunnen voeren moeten ze samenwerken met Noordermeer. Conny is een voorstander om de order binnen te halen, maar Jacob is tegen. Werf Noordermeer heeft weinig orders liggen, en ziet wel iets in een samenwerking met De Graaf. In werkelijkheid proberen de Noordermeers achter de reder te komen, om de order zelf binnen te slepen.
Gastrollen
- Youssef Idilbi - Abdullah Yildirem
- Ghislaine Pierie - Ellen Meinen
- Louis van Beek - Felix Schippers
- Elvira Out - Freia Meuleman
- Vastert van Aardenne - Pierre Valken
- Maureen van Hekelen - Glenda Jackson
- Jan Stroeve - Arts
- Jamaine van de Vegt - tv-verslaggeefster

### Een steek onder water
Anton ergert zich aan de therapielessen die hij moet volgen. Hij is meer geïnteresseerd in zijn psychiater, Freia Meuleman. Een mysterieuze man verleidt Charlotte en doet vreemde seksuele spelletjes met haar. De Noordermeers zijn van plan om de order van werf de Graaf af te pakken, en laten zelfs Charlotte naar Zuid-Afrika vertrekken. Fleur wordt volop betrokken bij de werf, alleen wordt buitengesloten bij het project van Zuid-Afrika. Fleur hoopt op een hereniging met Marco, maar Ellen maakt dit onmogelijk. Fleur doet een zwangerschapstest, met grote gevolgen...
Gastrollen
- Youssef Idilbi - Abdullah Yildirem
- Ghislaine Pierie - Ellen Meinen
- Louis van Beek - Felix Schippers
- Elvira Out - Freia Meuleman
- Winston Post - Quinten Borgia
- Dries Smits - Pieter Bloemfontein
- Nellerike de Voogd - Secretaresse Bloemfontein
- Sophia Wezer - Baliemedewerkster

### Begin van het Einde
Anton ontdekt via Freia dat zijn ouders zich grote zorgen om hem maken. Hij maakt hier misbruik van, en weet een nieuwe sportauto bij zijn ouders los te peuteren. Werf de Graaf kan de Zuid-Afrikaanse order niet aannemen zonder medewerking van de Noordermeers. Emma haalt Fleur over om met Marco te praten over de order. Marco wil hier echter niks van weten, hij wordt bijna overreden door Ellen, omdat zij denkt dat hij een deal heeft gesloten met Fleur. Max probeert de directeursstoel voor zich te winnen, nu Charlotte zich bezighoudt met haar nieuwe liefde.
Gastrollen
- Youssef Idilbi - Abdullah Yildirem
- Ghislaine Pierie - Ellen Meinen
- Louis van Beek - Felix Schippers
- Elvira Out - Freia Meuleman
- Vastert van Aardenne - Pierre Valken
- Winston Post - Quinten Borgia
- Jamaine van der Vegt - Tv-verslaggeefster
- Annemiek Lelijveld - Verpleegster
- Mirjam Kronenburg - Receptioniste

### Kaapse Violen
De familie de Graaf krijgt onverwachtsbezoek van een oude bekende, Edward Fernhout. Sam is hier helemaal niet blij mee. Hij vertelt dat hij is uitgenodigd om bij Sam te komen wonen, wat Sam echt niet ziet zitten. Charlotte is nog steeds in de ban van de mysterieuze lover. De praktijken rond de Zuid-Afrikaanse order blijft spelen op de Noordermeerwerf. Op een zakelijke afspraak met Pieter, worden Felix en Anton niet uitgenodigd. Emma probeert Anton zo min mogelijk bij de werf te betrekken. Felix is niet uitgenodigd omdat Pieter een hekel heeft aan homo's. Anton en Felix verzinnen iets om Pieter alsnog naar hun hand te krijgen. Fleur vraagt Abdullah mee te gaan naar de zakenafspraak. Sophie verwaarloost zichzelf en raakt aan de drank. Uiteindelijk valt ze in de handen van een ober. Dit merkt Max niet op, omdat hij druk bezig is met zaken.
Gastrollen
- Youssef Idilbi - Abdullah Yildirem
- Ghislaine Pierie - Ellen Meinen
- Louis van Beek - Felix Schippers
- Vastert van Aardenne - Pierre Valken
- Winston Post - Quinten Borgia
- Dries Smits - Pieter Bloemfontein
- Joost van der Stel - Edward Fernhout

### Het blauwe, witte & rode meisje
Anton pakt stiekem receptbriefjes van Freia, en weet hiermee een groot aantal medicijnen in handen te krijgen. In de discotheek test Anton de pillen uit op naïeve meisjes, wat grote gevolgen heeft. Beide werven doen ondertussen zaken met onderaannemers. Zo nodigt Robbert Tijnnagel Max en Conny uit om een deal te sluiten. Max ziet dit wel zitten, maar Conny ziet het als omkoperij. Sophie probeert een goed woordje te doen voor Anton bij Emma, maar dit verloopt anders dan verwacht. Anton maakt zich ondertussen zorgen om Freia, die wordt lastiggevallen door een ex-gevangene. Hij probeert haar te beschermen, en onverwachts worden de twee verliefd. Sam heeft schoongenoeg van Edward, en ziet hem liever vertrekken dan blijven. Charlotte ontdekt wie haar geheime lover is, Quinten Borgia. Charlotte ontdekt dat Quinten de werf schade aan kan richten...
Gastrollen
- Ghislaine Pierie - Ellen Meinen
- Louis van Beek - Felix Schippers
- Elvira Out - Freia Meuleman
- Vastert van Aardenne - Pierre Valken
- Winston Post - Quinten Borgia
- Joost van der Stel - Edward Fernhout
- René Eljon - Robbert Tijnnagel
- Jaap Ypenburg - Dhr. Breedvelt
- Eva Marie de Waal - Karin Wittemans
- Yvette de Wilde - Rode meisje
- Liesbeth van Geert - Witte meisje
- Joe Weston - Henri Hazelhof
- Joss Flühr - Moeder Hazelhof
- Heleen Brinkman - Ex-slachtoffer van Henri
- Gordon Nutt - Paul
- Willy van der Grient - Grace

### Vuil Spel
Bij deze aflevering is helaas geen informatie beschikbaar 

Gastrollen
- Ghislaine Pierie - Ellen Meinen
- Louis van Beek - Felix Schippers
- Elvira Out - Freia Meuleman
- Winston Post - Quinten Borgia
- Joost van der Stel - Edward Fernhout
- Liselotte Henneman - Verkoopster
- Jaap Ypenburg - Dr. Breedvelt
- Joe Weston - Henri Hazelhof
- Joss Flühr - Moeder Hazelhof
- Sander Foppele - Trevor
- Nico van der Knaap - Taxichauffeur

### Staking
Ellen doet geheimzinnig over haar verleden. Marco ontdekt dat Ellen op de boot samenwoont met haar oom Koos. Ellen en Koos delen samen een geheim over een afschuwelijk ongeluk uit het verleden. Langzamerhand komt de waarheid boven tafel, Ellen, Koos en Ellens vader Willem waren betrokken bij een moord. Anton is met Freia naar bed geweest, en daarom wil Freia de behandeling stopzetten. Anton wordt woedend en gaat door met het pesten van Freia. Sophie is dolgelukkig met haar nieuwe atelier.
Gastrollen
- Ghislaine Pierie - Ellen Meinen
- Elvira Out - Freia Meuleman
- Winston Post - Quinten Borgia
- Joost van der Stel - Edward Fernhout
- Niek Pancras - Koos Meinen
- Pim Peters - Willem Meinen
- Marcel Dekker - Stefan
- Kristel van Eijk - Romy
- Willem Paul Edelman - Christiaan de Deugd

### Kado van een minnaar
Gastrollen
- Youssef Idilbi - Abdullah Yildirem
- Louis van Beek - Felix Schippers
- Elvira Out - Freia Meuleman
- Vastert van Aardenne - Pierre Valken
- Winston Post - Quinten Borgia
- Joost van der Stel - Edward Fernhout
- Joe Weston - Henri Hazelhof
- Sonja Koper - Katelijn van der Broek
- Paul Vaes - Erik Schumann
- Joyce van Zijl - Laura Veenstra

### Business as usual
Gastrollen
- Youssef Idilbi - Abdullah Yildirem
- Louis van Beek - Felix Schippers
- Elvira Out - Freia Meuleman
- Vastert van Aardenne - Pierre Valken
- Joost van der Stel - Edward Fernhout
- Marcel Faber - Borkus Koetsier
- Joe Weston - Henri Hazelhof
- Sonja Koper - Katelijn van der Broek
- Rolph Spoorendonk - Carlos van de Velde
- Joss Flühr - Moeder Hazelhof
- Nadia van der Velden - Doortje Somberman
- Lotte Proot - Mirjam
- Paul Kamphuis - Meester Verduijn
- Rigtje Passchier - Rijpere vrouw
- Guy Thielen - Hotelbediende
- Lili Kok - Overspelige vrouw

### Klappen van een teddybeer
Gastrollen
- Youssef Idilbi - Abdullah Yildirem
- Ghislaine Pierie - Ellen Meinen
- Louis van Beek - Felix Schippers
- Elvira Out - Freia Meuleman
- Vastert van Aardenne - Pierre Valken
- Joost van der Stel - Edward Fernhout
- Marcel Faber - Borkus Koetsier
- René Eljon - Robbert Tijnnagel
- Sonja Koper - Katelijn van der Broek
- Ton Pompert - Eric Deckers
- Femke van Hove - Inspecteur
- Peter Wilbrink - Voorman
- Brian André - Leraar

### Bluffen duurt het langst
Gastrollen
- Youssef Idilbi - Abdullah Yildirem
- Ghislaine Pierie - Ellen Meinen
- Louis van Beek - Felix Schippers
- Elvira Out - Freia Meuleman
- Vastert van Aardenne - Pierre Valken
- Marcel Faber - Borkus Koetsier
- René Eljon - Robbert Tijnnagel
- Peter Post - Harry Verhagen
- Reinier Bulder - Inspecteur de Swart
- Tygo Gernandt - Leo
- Martijn Bosman - Willem
- Marco Schmidt - Dirk
- Colin Vosveld - Bestuurder

### Race naar het Einde
Gastrollen
- Youssef Idilbi - Abdullah Yildirem
- Ghislaine Pierie - Ellen Meinen
- Elvira Out - Freia Meuleman
- Vastert van Aardenne - Pierre Valken
- Winston Post - Quinten Borgia †
- Marcel Faber - Borkus Koetsier
- Peter Post - Harry Verhagen
- Tygo Gernandt - Leo
- Willem Paul Edelman - Christiaan de Deugd
- Martijn Bosman - Willem
- Colin Vosveld - Bestuurder
- Marijse Huyser - Vrouwelijke monteur
- Willem van Eekelen - Detective
- Christian Blom - Inspecteur

### Antons List
Gastrollen
- Youssef Idilbi - Abdullah Yildirem
- Ghislaine Pierie - Ellen Meinen
- Elvira Out - Freia Meuleman
- Vastert van Aardenne - Pierre Valken
- Marcel Faber - Borkus Koetsier
- Daan Schuurmans - Antonius Noordermeer sr.
- Nadia van der Velden - Doortje Somberman
- Yardeen Roos - Sara
- Else Valk - Mevrouw Meyer
- André van der Berg - Sjaak Jongkind
- Hein Boele - Dokter Burghart
- Peter Wilbrink - Voorman
- Henk Klein Bussink - Filmoperateur
- Pim van Hoeve - Video-editor
- Rolf Tipke - Duitser

### Race tegen de Klok
Gastrollen
- Youssef Idilbi - Abdullah Yildirem
- Ghislaine Pierie - Ellen Meinen
- Elvira Out - Freia Meuleman
- Vastert van Aardenne - Pierre Valken
- Dries Smits - Pieter Bloemfontein
- Willem Paul Edelman - Christiaan de Deugd
- Hein Boele - Dokter Burghart
- Eva Marie de Waal - Karin Wittemans
- Jan van Hecke - Douanier
- Richard Logger - Discobaas
- Steven Goede - Medepassagier
- John Bollemeyer - Arbeider
- Marco Wisseborn - Arbeider
- Earl van Eer - Verpleger

### Hoofd of Hart
Gastrollen
- Youssef Idilbi - Abdullah Yildirem
- Ghislaine Pierie - Ellen Meinen
- Elvira Out - Freia Meuleman
- Vastert van Aardenne - Pierre Valken
- Dries Smits - Pieter Bloemfontein
- Eva Marie de Waal - Karin Wittemans
- Iwan Dam - Netwerkbeheerder

### Hulp uit onverwachte hoek
Gastrollen
- Ghislaine Pierie - Ellen Meinen
- Vastert van Aardenne - Pierre Valken
- Catalijn Willemsen - Jonna Righarts
- Bob Schwarze - Paul de Jong
- Maiko Kemper - Meneer van Apeldoorn

### Trouwdag
Gastrollen
- Youssef Idilbi - Abdullah Yildirem
- Ghislaine Pierie - Ellen Meinen

### Twee zielen, één verdachte
Gastrollen
- Youssef Idilbi - Abdullah Yildirem
- Ghislaine Pierie - Ellen Meinen
- Elvira Out - Freia Meuleman
- Vastert van Aardenne - Pierre Valken
- Arend de Geus - Gigolo
- Marcel Maas - Theo Schopman
- Maite Garcia Lechner - Spaans Kamermeisje

### Blaffende Honden
Gastrollen
- Ghislaine Pierie - Ellen Meinen
- Louis van Beek - Felix Schippers
- Elvira Out - Freia Meuleman
- Vastert van Aardenne - Pierre Valken
- Annick Boer - Jasmijn
- Guus Dam - Huib Verhey
- Iwan Dam - Systeembeheerder
- Huub Metselaar - Hoofdbewaking

### Het Beest is Los
Gastrollen
- Ghislaine Pierie - Ellen Meinen
- Louis van Beek - Felix Schippers †
- Elvira Out - Freia Meuleman
- Vastert van Aardenne - Pierre Valken
- Joop Stikkers - Horace Duba
- Robin van der Velden - Richard van Leer
- Ben Cramer - Ed Doeselaar
- Ron Kaat - Inspecteur
- Bark Stoffels - Systeembeheerder
- Peter Klein Tank - Cruiser

### De Cruise van de Waarheid
Gastrollen
- Youssef Idilbi - Abdullah Yildirem
- Arnout van Krimpen - Karel
- Eva Marie de Waal - Karin Wittemans
- Lisalotte Henneman - Bimbo
- Meina Kentner - Woordvoerster
- Ed Reget - Dirk
- Roel Goudsmit - Fons
- Lee Towers - zichzelf

### In the navy
Gastrollen
- Youssef Idilbi - Abdullah Yildirem
- Katja Schuurman - Bob van der Burgh
- Eva Marie de Waal - Karin Wittemans
- Zdenly Anton - Wendy
- Geert Timmers - Evert-Jan van Latum
- Rogier Rijpsma - Jelle
- John Rouvroye - Terpstra
- Angelique de Boer - Johanna van der Steen
- Dennis Költgen - Toezichthouder
- Pieter Ruigrok - Voorlichter Eneco
- Werner Borkes - Adriaan Buys

### Survival of the fittest
Gastrollen
- Youssef Idilbi - Abdullah Yildirem
- Vastert van Aardenne - Pierre Valken
- Katja Schuurman - Bob van der Burgh
- Hugo van Riet/René Lignac - Polen
- Jan de Groot - Meneer Staal
- Joop Stikkers - Horace Duba
- Daan Wijnands - Simon Vegter
- Elisabeth Boor - Miriam
- Folmer Overdiep - Kompier
- Maiko Kemper - Adriaan van Apeldoorn
- Maurie van Buuren - Journalist
- Merlijn Twaalfhoven - Muzikant

### Een onverwachte wending
Gastrollen
- Youssef Idilbi - Abdullah Yildirem
- Vastert van Aardenne - Pierre Valken
- Katja Schuurman - Bob van der Burgh
- Daan Wijnands - Simon Vegter
- Elisabeth Boor - Miriam
- Folmer Overdiep - Kompier
- Maiko Kemper - Adriaan van Apeldoorn
- Catalijn Willemsen - Jonna Rigtharts
- Bob Schwarze - Paul de Jong
- Joop Stikkers - Horace Duba
- Maria Hof - Barvrouw
- Meike van den Berg - Lisa Scharel
- Wieger Werningh Cöster - Dompzelaar
- Gosia Iwema - Stewardess